# Caso PDVSA-Cripto
El Caso PDVSA-Cripto es un caso de corrupción puesto al descubierto al ser reestructurado la Sunacrip en marzo de 2023 en Venezuela. El caso se encuentra en la etapa inicial de investigación, siendo, de acuerdo al fiscal Tarek William Saab, el caso de corrupción número 31 desde que el tomó el cargo en él año 2017.
El caso involucraría a la Superintendencia Nacional de la Criptomoneda y Actividades Conexas (Sunacrip), organismo creado el 8 de diciembre de 2017 y responsable del control y vigilancia del comportamiento y evolución del Petro, ante la desaparición del Tesoro venezolano de 21 mil millones de dólares.
El gobierno de Nicolás Maduro expresaba la creación de «un nuevo modelo económico» y que se materializaría en octubre de 2020 usado de acuerdo a la Ley Antibloqueo para recibir el pago de las exportaciones petroleras y de minerales a través de criptomoneda. La nueva ley dio sustento legal a Petróleos de Venezuela para recibir criptomonedas en ventas de crudo. El 19 de junio de 2018 fue nombrado superintendente Joselit Ramírez, artífice de la estructura delictiva, que se encuentra detenido y que está siendo investigado.
La comercialización del petróleo venezolano inició una etapa opaca luego de las sanciones a Venezuela en enero de 2019 con operaciones de piratería y venta de petróleo en ultramar para evadir las sanciones y el uso de organismos financieros rusos, iniciadas por dos operadores de la empresa Rosneft, se apagaban los radares de las embarcaciones petroleras, se hacía el traspaso de la carga en altamar y se vendía con descuento a través de bancos rusos. En febrero de 2019 los bancos rusos bloquearon sus operaciones y se inició el uso de intermediarios y empresas recién creadas sin ninguna experiencia.

## Antecedentes
En noviembre de 2022, un reportaje publicado por Armando.info sobre la piratería en altamar del petróleo venezolano, marcó el inicio de una investigación que posteriormente revelaría una nueva forma de corrupción en la venta de petróleo. Los registros financieros mostraban discrepancias entre la cantidad de petróleo vendido y los ingresos reportados por Petróleos de Venezuela. A partir de entonces, se especuló sobre las posibles causas de esta discrepancia, tales como la venta a precios reducidos para evadir sanciones internacionales, la competencia de Rusia en el mercado chino y la utilización de intermediarios en la venta de petróleo en el oriente. Sin embargo, la magnitud de esta corrupción quedó al descubierto con una cifra alarmante: PDVSA todavía tenía pendiente el cobro de 8.406 millones de dólares para noviembre de 2022, según se registra en su apartado de «cuentas por cobrar».

### Denuncias y detenciones arbitrarias
El 20 de febrero de 2020 fueron detenidos los directivos de PDVSA Alfredo Chirinos que se desempeñaba como gerente de Operaciones Especiales y Aryenis Torrealba gerente de Operaciones de Crudo, en 2021 fueron sentenciados a 5 años de prisión acusados de espionaje, al suministrar información al gobierno de Estados Unidos sobre "la actividad de venta y comercio de petróleo venezolano y la capacidad logística". Durante el juicio el fiscal general Tarek William Saab, publicó en su cuenta de Twitter un comunicado que explicaba que fueron condenados tras “encontrarse 35 pruebas documentales” en su contra en relación con “inventarios de Fuel Oil, sistema de refinación y rutas de buques que comercializaban con Pdvsa”. Tarek William Saab sostenía que “dichos funcionarios fugaron información sensible y confidencial de la industria petrolera, lo cual trajo como consecuencia la imposición de sanciones por parte del Gobierno de los Estados Unidos”. Al estallar el escándalo del SUNACRIP fueron liberados y su caso fue sobreseido.

## Historia
El 17 de marzo de 2023, se dio a conocer un supuesto robo de 3 000 millones de dólares provenientes de cuentas por cobrar de la venta de petróleo, el robo comenzó a revelarse luego del cambio de la directiva en enero cuando se designó al coronel Pedro Tellechea, lo que desató una crisis administrativa que llevó a la renuncia vía Twitter del ministro de Petróleo, Tareck El Aissami, quien permaneció desaparecido durante los primeros 30 días. En su comunicado, Nicolás Maduro señaló que la corrupción había afectado tres sectores de su administración, incluyendo la industria petrolera, así como «el aparato judicial y el aparato político». En la Fiscalía General se evidenció un faltante de 21 mil millones de dólares, los cuales potencialmente podrían ser incobrables. Pedro Tellechea procuró detener los cargamentos no pagados de manera inmediata. Tellechea inició una investigación minuciosa de las cuentas por cobrar, en la que contactó a los deudores para conocer el estado de sus pagos, encontrándose con la sorpresa de que muchos habían realizado sus pagos con criptomonedas. No obstante, al realizar una consulta en la Superintendencia de Criptoactivos (Sunacrip), se determinó que dichas criptomonedas habían sido objeto de un robo, lo que dificultó su rastreo y recuperación.
En respuesta a las irregularidades, el 18 de marzo se crea una junta reestructuradora de Sunacrip, prevista con una duración de seis meses, prorrogables según Decreto Presidencial, dirigida por los abogados Anabel Pereira Fernández y Larry Devoe.
El 31 de marzo se nombró la junta interventora de la Corporación Venezolana de Guayana tendrá una duración de un año, prorrogable, bajo la dirección de la Vicepresidencia a cargo de Delcy Rodríguez. Fueron designados, Héctor José Silva Hernández y el general Alexis Rodríguez Cabello  como presidente y vicepresidente, respectivamente, otros acompañan Larry Devoe, Gloria María Busanta, Sandi Villarroel, Diana Josefina Castillo, Adriana Rodríguez Bravo y Gladys Patricia Gómez.
- Héctor José Silva Hernández es abogado y fue designado en 2020 como jefe responsable del Centro Internacional de Inversión Productiva de Venezuela, el 31 de mayo de 2022 fue nombrado viceministro de Economía Productiva, ha sido presidente del Banco de Comercio Exterior (BANCOEX).
- Alexis Rodríguez Cabello, militar con rango de Mayor General, es diputado de la Asamblea Nacional por el Partido Socialista Unido de Venezuela (PSUV), presidente de la Comisión de Contraloría de la AN y vicepresidente territorial del PSUV en Bolívar es primo de Diosdado Cabello. Entre 2013 y 2017 fue rector de la Universidad Militar Bolivariana de Venezuela, entre 2017 y 2019 lo nombraron comandante de la Región Estratégica de Defensa Integral Capital (Redi Capital), con jurisdicción en los estados Miranda y Vargas y el Distrito Capital.

El 8 de abril el departamento de recursos humanos de la SUNACRIP ha ordenado que todos los empleados pongan su cargo a la orden. Desalojaron el edificio para continuar investigaciones. El 16 de abril el gobernador de Táchira Freddy Bernal informó de manera oficial que hay 67 personas detenidas por corrupción en el caso Pdvsa.
El 19 de abril el fiscal general Tarek William Saab informó que subió a 80 el número de detenidos, aún quedan pendientes 20 órdenes de aprehensión por ejecutar y se han llevado a cabo 172 allanamientos. El fiscal presentó la detención de tres personas más: Ysmael  Romer Serrano Flórez, quien ocupó el cargo de vicepresidente de Comercio y Suministro de Pdvsa durante la gestión de Tarek El Aissami como ministro de Petróleo, Salem Hassoun Atrach, presuntamente vinculado al caso de PDVSA y de la Superintendencia de Criptoactivos (Sunacrip), y Leoner Azuaje, por supuestos hechos de corrupción en la estatal Cartones de Venezuela.
El 28 de abril el gobierno informó que ha incautado más de 1000 bienes, de un total de bienes incautados hay 361 vehículos de lujo de "alta gama", seis edificios, 38 apartamentos de lujo, 28 casas-mansión, 16 oficinas, 13 complejos empresariales, una posada, un club, 23 maquinarias pesadas, 19 aeronaves, 52 camiones, 9 motos, 9 autobuses, 7 embarcaciones, 7 empresas y "un grupo de armas". También firmó el proyecto de ley de Extinción de Dominio.
El 29 de abril cierra el exclusivo "restaurante aéreo Altum" ubicado en Caracas donde un menú costaba US $120 dólares, era propiedad de Nelsy Javier Blanco Gil y la plataforma se elevaba a una altura de 50 metros sobre el nivel del piso por medio de una gigantesca grúa.  El empresario Rafael Hernández Quintero supuesto propietario de Altum , capturado por la PN Contra la Corrupción hace unos días, fue identificado como el testaferro de Joselit Ramírez (jefe capturado de la SUNACRIP), y hacía parte del negocio del restaurante.
El 12 de mayo es detenido Jesús Méndez alias "el gordo" en Caracas en el edificio Excelsior Plaza de Los Chorros cuando ejecutaron varios allanamientos en apartamentos del edificio. Méndez habría adquirido los apartamentos a precios irrisorios, tras ser subastados por el Fondo de Protección Social de los Depósitos Bancarios (FOGADE).
El 16 de mayo es detenido el empresario Rafael Hernández Quintero, la Policía Nacional anticorrupción relaciona al "restaurante aéreo Altum" con trama de corrupción de Pdvsa propiedad de Nelsy Blanco Gil, conocido por ser dueño de otros negocios como Buono, la Policía Nacional Anticorrupción en un procedimiento recibió una medida de «aseguramiento» de bienes, que tendría como principal involucrado a Rafael Hernández Quintero, detenido recientemente, otro supuesto socio de Altum quien está siendo investigado por sus conexiones con Joselit Ramírez por ser su presunto testaferro.

## Detenciones en 2023
Desde que se dio inicio a las primera detenciones por el caso de de PDVSA el día 18 de marzo hasta 5 de abril según el Ministerio Público se encuentran detenidos 51 personas a ser investigados quienes estarían "incursos en graves hechos de corrupción administrativa y malversación de fondos". De los cuales 34 personas son por el caso denominado como «Pdvsa cripto» informó el fiscal general, Tarek William Saab. Sin embargo nada se ha dicho sobre la responsabilidad del exministro Tareck El Aissami quien dirigía el ministerio de petróleo. Tareck desapareció después del 6 de marzo, la última vez que fue visto en una reunión con el director ejecutivo de la empresa rusa Rosneft, Igor Sechin.
El 18 de marzo fue detenido el alcalde de Las Tejerías del municipio Santos Michelena, estado Aragua, Pedro Hernández, y a tres jueces relacionado con la presencia de bandas criminales, al presidente del Circuito Judicial Penal de Caracas, Cristóbal Cornieles Perre. El juez Cuarto de Control con competencia en delitos asociados al Terrorismo, José Mascimino Márquez García, fue el segundo magistrado aprehendido en otro operativo paralelo.
También fue detenido el juez primero de control del estado Falcón, Jorwis Bracho Gómez, también detuvo a 2 militares de la Fuerza Armada Nacional Bolivariana. el Coronel Antonio Pérez Suárez, vicepresidente de Comercio y Suministro de Calidad de Pdvsa; y al Teniente Coronel José Agustín Ramos Chirinos, gerente general de Dirección de Seguridad También fue detenido en República Dominicana Daniel Prieto.
El día 20 de marzo renuncia el ministro de petróleo Tareck El Aissami para dejar continuar las investigaciones de corrupción en PDVSA. Nicolás Maduro informó que ha aceptado la renuncia y que las mafias de la corrupción ha afectado tres sectores de su administración, entre ellos la industria petrolera, así como "del aparato judicial y del aparato político".

Después del arresto del diputado Hugbel Roa, Jorge Rodríguez Gómez declaró que hay un total hay 19 detenidos dijo Jorge Rodríguez Gómez. También detienen a jefe de la SUNACRIP Joselit Ramírez. Según un reporte presentado por el periodista y político Leocenis García detalla sobre la desaparición de esa embarcación en alta mar con un millón de barriles de petróleo:
«Hace ocho meses desapareció el FortOne cuyo nombre real es Nikel. Le cambiaron el nombre, y actualmente se llama ORBIT I. En la operación desaparecieron 1 mm de barriles de fuel oil y estaban los venezolanos Manuel Tineo y Antonio Calatrava. Aunque no aparecen, los verdaderos dueños son Alejandro Bazzoni (sancionado por EE UU) y George Moundreaus».
La agencia Reuters reportó de acuerdo con documentos proporcionados por Pdvsa a la Fiscalía venezolana durante una larga auditoría de sus procesos de venta, solo se ha podido confirmar la recepción de 4.080 millones de dólares de los 25.270 millones de dólares en exportaciones petroleras facturadas entre enero de 2020 y marzo de 2023. Algunos economistas opinaron que la falta de 21.190 millones en las cuentas de PDVSA nunca entró a las arcas del Estado venezolano o no se registraron formalmente, debido a la ley Antibloqueo otorgada por la nueva Asamblea oficialista en octubre de 2020 a Nicolás Maduro, que permite las operaciones petroleras en un esquema de confidencialidad, discrecionalidad y protección de datos de los actores naturales y jurídicos involucrados para presuntamente salvaguardarlos de sanciones. El economista y profesor titular de la Universidad Central de Venezuela Leonardo Vera dijo: “El manejo financiero y comercial de Pdvsa se ha hecho en absoluta oscuridad”. Luis Vicente León, director de la firma Datanálisis, explicó que el país experimentó “un cortocircuito” en el flujo de las divisas de la nación por los impagos de operaciones petroleras.
El 25 de marzo el fiscal Tareck William Saab presentó inicialmente un reporte oficial de las personas detenidas y objetos incautados, para señalar a los implicados, diez funcionarios y once empresarios detenidos en relación con el caso: El 28 de marzo la Fiscalía ordenó una investigación y allanamiento a la propiedad del colombiano Álvaro Pulido Vargas cuyo anterior nombre es Germán Rubio Salas, socio del colombiano Alex Saab detenido en EE UU.
El 30 de marzo detienen a Presidentes de la Corporación Venezolana de Guayana Pedro Maldonado Marín y el presidente de SIDOR Néstor Astudillo Leal nombrado en febrero de 2020 de profesión ingeniero, también fue presidente de Ferresidor, una red de ferreterías socialistas y otros directivos En la faja del Orinoco fue detenida la Ingeniero Jackeline Perico, directora ejecutiva de producción de Pdvsa, y su adjunto José Lima.
El 1 de abril se entrega a la justicia acompañada con su abogado la modelo Olvany Gaspari Bracho, luego que el Servicio Bolivariano de Inteligencia Nacional (SEBIN) allanara este 31 de marzo la vivienda de Gaspari ubicada en Acarigua, estado Portuguesa. informó a través de un video que se estaría entregando. Mientras la modelo Railin Elizabeth Yépez, conocida como Ely Jeims, huyó a Estados Unidos para pedir asilo a cambio de dar más detalles e información. Según el fiscal Tarek William Saab, el grupo de mujeres se encargó de legitimar capitales y lavar el dinero obtenido de la malversación. Aseguró que, “esas mujeres no pueden justificar legalmente la procedencia de sus fortunas”
El día 5 de abril detienen a 13 personas pertenecientes a la Corporación Venezolana de Guayana (CVG) y Cartones de Venezuela incluyendo al presidente de esta última Hugo Cabezas Bracamonte, a estos ciudadanos se les involucra en hechos irregulares.
El 14 de abril el ministro de Comunicación e Información, presentó siete nuevas personas detenidas estos son: Harold Rafael Sosa Padilla director de Ingeniería Municipal de la Alcaldía de Baruta y Juan Carlos Posner Pimentel, director adjunto del mismo despacho; los hermanos Juan Almeida Morgado, Jorge Luis Almeida Morgado y Carlos Jesús Almeida Morgado, identificados como operadores tecnológicos (hacker), de la "trama Cripto-Pdvsa"; Pedro Alejandro Herrera Araque (cuñado de Hugbel Roa) y el colombiano Álvaro Pulido Vargas, socio de Alex Saab y solicitado por la Justicia de Estados Unidos.
El día 20 de abril detienen a Ysmel Serrano Flórez, ex vice presidente de pdvsa , vinculado directamente con la trama de corrupción pdvsa cripto quien fue nombrado por Nicolás Maduro desde el 27 de noviembre de 2017, también fueron imputados Salem Hassoun Atrach y Leonel Jesús Azuaje Urrea.

## Investigaciones y avances
El 25 de julio la Fiscalía General pidió enjuiciar a 22 de los 61 detenidos por corrupción, al inicio la fiscalía había solicitado 81 órdenes de aprehensión, de las cuales faltan por ejecutar 20, el monto del desfalco supera los 5.550 millones de dólares, de acuerdo a los datos presentados por la Fiscalía ante el Tribunal Especial 2º de Control de Caracas. La Fiscalía identificó al coronel José Antonio Pérez Suárez, vicepresidente de Comercio y Suministro de Calidad de Pdvsa como jefe de la red (hasta antes de abril de 2024), también se señaló a Joselit Ramírez (exjefe de la Sunacrip), al teniente coronel José Agustín Ramos Chirinos (expresidente de Pdvsa-Puertos), José Antonio Pérez mandó a construir una oficina “de forma irregular en Pdvsa-La Campiña”. La oficina fue denominada Unidad de Trabajo Especial, desde donde despachaban los funcionarios militares Yamil Alejandro Martínez Núñez y Heinrich Chapellín Biundo donde se mantenía restringido el acceso con un sistema de seguridad donde solo podía ingresar ciertos ciudadanos, se manejaba información clasificada de Pdvsa y además altas sumas de dinero en efectivo, era el espacio donde se desarrollaban las reuniones.
Entre ellos figuran José Agustín Ramos Chirinos (presidente de Pdvsa-Puertos), Odoardo José Bordones y Jesús Enrique Salazar Querales, funcionarios adscritos a la vicepresidencia de Comercio y Suministro, los oficiales militares Rajiv Mosqueda y Renny Barrientos, ambos adscritos a la Sunacrip. Estos funcionarios operaban conjuntamente con los empresarios Manuel Meneces, Roger Ramírez, Juan Manuel Alfonso López, los hermanos Rafael Perdomo, Roger Perdomo, Vicente Perdomo (primo), Daniel Prieto, Kristhonfer Vivas, Johana Torres, Alejandro Arroyo, Bernardo Arosio, Ximena Parada, Fernando Bermúdez  socio y directivo de Global Foods Trading, Eduardo Noriega, José Luis Fernandiz Laya, Railín Elizabeth Yépez Jaimes, Rodolfo Moleiro, Alejandro Londoño, Olvany Gaspari esposa del exdiputado Hugbel Roa, Leonardo Enrique Torres y Yuravic del Valle Ravelo.

### Pagos de las estaciones de servicio y carga
En la oficina irregular se recaudaba los pagos por concepto de las asignaciones de estaciones de servicio y de las cargas de crudo en el puerto, que no eran reportadas a Pdvsa. Por el contrario, “las empresas administradoras conciliaban directamente en las direcciones a cargo de estos imputados, a través de depósitos bancarios, plataforma Patria (subsidiadas e integrales) y efectivo. De igual manera este ciudadano (Pérez Suárez) autorizaba la emisión de pagos a contratistas sin efectuar el debido registro en el Sistema SAP, permitiendo así que terceros se apropiaran de recursos del Estado venezolano”, manifestó la fiscalía.[cita requerida]

### Personajes implicados

#### Tareck El Aissami
El 9 de abril de 2024 fue detenido y presentado Tareck El Aissami, exministro de Petróleo de Venezuela hasta marzo de 2023, por el fiscal general de Venezuela Tarek William Saab  por su supuesta participación en la trama de corrupción el Caso PDVSA-Cripto, era protegido por el régimen. Fue presentado ante el Tribunal Segundo de Control contra el Terrorismo a quien se le imputaron los delitos de “traición a la patria, apropiación o distracción del patrimonio público, alardeamiento o valimiento, legitimación de capitales y asociación para delinquir”.

#### Antonio José Pérez Suárez
Egresado de la academia militar en 1999, puesto 114 de su promoción, nombrado vicepresidente de Comercio y Suministro de Calidad de Pdvsa desde febrero de 2020 por designación de Nicolás Maduro, un despacho clave, encargado de aprobar las ventas, exportaciones y los contratos a largo plazo de la compañía. En julio de 2013 fue designado director al frente de la "Fundación de Atención del Pueblo Soberano", A principios de 2014, sería designado miembro principal del consejo directivo de la Fundación Nacional El niño Simón.
El 20 de mayo de 2016, fue presidente de la Empresa de Distribución de Productos e Insumos Venezuela Productiva, en mayo es nombrado presidente de Venirauto, en agosto es nombrado presidente de la Corporación Socialista del Sector Automotor CA y el 9 de octubre de 2017, fue nombrado como presidente de la Corporación Socialista del Sector Electrodomésticos, C.A., de acuerdo con la Gaceta Oficial Nro. 41.253 De acuerdo con una investigación de la periodista Sebastiana Barraez, publicada en Infobae y en la Prensa de Táchira, Suárez Pérez fue señalado de formar parte de un presunto caso de corrupción de productos electrodomésticos Haier.
El 10 de enero de 2018 fue nombrado como director principal de la Planta de Autobuses Yutong Venezuela S.A. con la Gaceta Oficial Nro. 41.317. En junio de 2018 es nombrado presidente de la Corporación Socialista de Cemento (cementera Vencemos). Pérez Suárez recibió 18 nombramientos en 14 puestos de la administración pública. En algún momento tuvo cuatro en simultáneo.
El 28 de febrero de 2020 es nombrado Vicepresidente de Comercio y Suministro de Calidad de Petróleos de Venezuela S.A. (Pdvsa), por Nicolás Maduro hasta marzo de 2023, siendo presidente de Pdvsa Asdrúbal Chávez (abr 2020 - ene 2023) y ministro de petróleo Tareck El Aissami (abr 2020 - mar 2023). Estos dos últimos no han sido investigados.
Detenido el coronel Antonio Pérez el 18 de abril de 2023, se ha determinado que estaba vinculado con la empresa United Petróleo Corp en sociedad con Alessandro Bazzoni registrada en Panamá el año 2021 que utilizó como pantalla para hacerse pasar por la verdadera empresa china United Petroleum & Chemicals Co. LTD, subsidiaria de la estatal China Sinopec, una de las principales compradoras de petróleo venezolano, la empresa de Pérez-Bazzoni tiene deudas facturadas de unos 400 millones de dólares aprovechandose del cargo que ocupaba en la empresa. Por ahora tienen retenido por el tribunal un tanquero el MT Oreo con 2 millones de barriles con crudo Merey a crédito sin orden de zarpe. Alessandro Bazzoni es natural de Italia y esta sancionado por la OFAC desde enero del 2021 por prácticas corruptas en el transpote de petróleo venezolano. Bazzoni esta vinculado con Alex Saab, además de otros actores como el mexicano Joaquín Leal y la empresa mexicana Libre Abordo. En casi la totalidad de las operaciones urdidas por Pérez Suárez y United Ptroleo Corp utilizaron como comprador y negociador a la empresa dirigida por benjamin Waters: HAC Consulting PTE Ltd y HC Commodities PTE Ltd. Ambas empresas fueron registradas en Singapur, con fecha de octubre de 2020 y HC Commodities en junio de 2022. Y las dos tienen sede en la misma dirección: Guthrie House 1 Fifth Avenue, #0205.
En otro caso se determinó que el coronel Antonio Pérez, en vinculación con el armador de origen griego Mario Iliopoulus desarrollaron un esquema fraudulento para obtener beneficios multimillonarios durante los años 2021-2022. Se despachaba el producto en tanqueros propiedad de Iliopoulus y era pagado en efectivo pero que no se reflejaba el ingreso en las contabilidad de la empresa. También en otros casos se observó que operaron subiendo el valor del flete y se producían demoras extraordinarias para incrementar las ganancias mientras estaban en espera que debía ser cubierta por Pdvsa, más el costo del flete. Iliopoulus era operador hace años entre la empresa rusa Gazprombank y la empresa mixta Petrozamora y mantenía una sociedad con el venezolano Alejandro Betancourt López. Se pudo confirmar que el buque MT Oreo esta retenido y aún continúa incautado por Pdvsa por orden del tribunal, y no ha sido reclamado por sus propietarios, los operadores George Moundreas y Alessandro Bazzoni

#### Hugbel Roa
El diputado Hugbel Roa fue detenido el día 19 de marzo del 2023 por caso de corrupción en Pdvsa y la Asamblea Nacional le quitó la inmunidad parlamentaria por mayoría, aunque al inicio sin una explicación cual fue la flagrancia, posteriormente se develó en un primer informe que estaba implicado en la trama de corrupción de Pdvsa y a una red de prostitución. Las operadoras fueron identificadas como Jhoana Torres y Elizabeth Yepez que están siendo buscadas. Otras reinas de belleza implicadas en el hecho son Edymar Martínez, actual pareja del bolichico Alejandro Betancourt; también se menciona a la petrolera Karla Paredes, a Claudia Suárez, Michelle Bertolini y Oriana Lucchese quien fue Miss Miranda 2012. Todas ellas habrían participado y constituido empresas de Hugbel Roa y Jesús Méndez bajo la figura de testaferros

#### Joselit Ramírez
Joselit De la Trinidad Ramírez Camacho (n. Mérida 23 de septiembre de 1986) apareció en el juego político después del año 2009, toda su vida vivió en Santa Juana, Estado Mérida, Venezuela. Es criminólogo egresado de la Universidad de los Andes, era de la oposición del movimiento 20 con David Calles de la facultad de Ingeniería en la Universidad de los Andes, después se fue al chavismo, fue archivista y después secretario del Tribunal Civil en Mérida, su papá y su hermano son abogados y el último trabajo en el poder judicial fue en el tribunal laboral, su amigo y mentor es el Profesor Miguel Contreras quien estuvo investigado cuando Tarek El Aissami era presidente de la FCU en la ULA una sola vez por delitos de acoso contra una estudiante, Ramírez fue secretario del despacho y director de la Oficina de Atención al Ciudadano de la Gobernación de Aragua entre 2012 y 2017. Se desempeñó como presidente de la Fundación Patria desde el 24 de enero de 2018. Fue designado como superintendente de Sunacrip el 19 de junio de 2018, en reemplazo de Carlos Eduardo Vargas Urbina (nombrado como Superintendente de la Criptomoneda en diciembre de 2017).
En junio de 2018 ocupó la dirección del Despacho del Ministerio de Industrias y Producción Nacional, según la Gaceta Oficial Nro. 41.428. El 20 de noviembre de 2019 Nicolás Maduro entrega mediante gaceta oficial un certificado como respaldo de 30 millones de barriles líquido para respaldar el criptoactivo del petro. El 2 de junio de 2020 Estados Unidos ofreció una recompensa por su captura de 5 millones de dólares publicado por el departamento de Inmigración y Aduanas, fue incluido en la lista de los más buscados tras una investigación llevada por la Fuerza de Tarea de Crímenes Financieros El Dorado de HSI, Nueva York, acusado por tener lazos políticos económicos y sociales con personeros del narcotráfico.
La administración de Nicolás Maduro ha tratado de impulsar la economía desde el 2017 para esquivar las sanciones internacionales. Ramírez es considerado íntimo del Palacio de Miraflores y ha sido protegido por la administración de Maduro por intermedio de su canciller Jorge Arreaza, quién rechazó “enérgicamente” la oferta de recompensa por Ramírez en 2020.
Su oficina  se encargaba oficialmente de regular, controlar y supervisar la actividad de minería digital en Venezuela y también de la autorización de licencias para casas de cambio y de la administración de capital en criptomonedas. Es el artífice de sistemas gubernamentales de pagos, como el BioPetro, que en diciembre de 2019 entregó bonos digitales en bolívares a cientos de miles de venezolanos. Pero que fue un fracazo que generó en poco tiempo una devaluación del 60% de la moneda al no estar eficientemente planificado.
Se le investiga también por una sociedad que estableció con los propietarios de Avior, los hermanos Roberto Añez y Jorge Añez, a los cuales les habría arreglado una compra de criptomonedas a la Sunacrip con un descuento del 50% de su precio, con el fin de comprar aeronaves para la aerolínea. Los fondos no habrían sido usados para ese fin y el caso, en manos de la justicia venezolana, también estaría siendo investigado por la Europol.

#### Pedro Maldonado Marin
Fue detenido Pedro Rolando Maldonado Marín, presidente de la Corporación Venezolana de Guayana y mano derecha de Tarek El Aissami. Abogado egresado de la Universidad de los Andes  (n. Valera, 20 de enero de 1978 sus padres Raúl Madonado y Ana Mría Marín). En 2007 asumió como director de Derechos Humanos, y luego entre 2009 y 2010 se desempeñó como encargado del Servicio Autónomo de Registros y Notarías(Saren). Luego hasta 2014 fue director general de la Comisión Nacional de Telecomunicaciones (Conatel). En 2016 fue encargado de la presidencia de la empresa Aragua Minas y Cantera (Aramica). En mayo de 2017 Maldonado fue designado como presidente del Banco Central de Venezuela (BCV) mediante decreto número 2.871 formó parte en toda la planificación de la nueva fase del sistema de subastas DICOM. En julio de 2018 fue designado viceministro de Industrias Básicas y presidente de la CVG, cargos que ocupaba hasta l30 de abril de 2023 cuando es detenido.

#### Daniel Prieto
El empresario Daniel Prieto Prieto fue detenido en República Dominicana considerado el testaferro del diputado Hugbel Roa, fue detenido por autoridades de migración de dicho país. Según la información, Daniel Prieto Prieto se fugó el viernes 17 de marzo desde donde fue repatriado a Venezuela. Considerado como el principal gestor de de negocios de los clientes en la industria petrolera con Roa. Cuando Daniel Prieto Prieto, huye de Venezuela hacia República Dominicana, donde es detenido a solicitud de Venezuela; él argumenta que está al servicio de la DGCIM y enseñó una credencial. El MG (Ej) Iván Hernández Dala, Jefe de la DGCIM ordenó se dejara sin efecto y se recogieran todas las credenciales del personal ad honorem.

#### Alejandro Arroyo
Empresario considerado testaferro y operador financiero Hugbel Roa de la nueva trama de negocios ilícitos de PDVSA, expresidente de Mineros de Guayana. Alejandro José Arroyo Pérez también estaría involucrado a Jorge Andrés Giménez Ochoa ( presidente de la Federación de Fútbol de Venezuela) en 2021 como muchos grupos similares, de jóvenes turcos,  Giménez Ochoa afirman que su modus operandi es obtener crudo de PDVSA con grandes descuentos, enviado a Asia en petroleros operados con transpondedores AIS apagados casi permanentemente, donde flotan, a veces durante meses, esperando ser descargados en algún momento a clientela china. La periodista Alek Boyd continua explicando, una vez que los bienes intercambian de manos, a Giménez Ochoa se le paga a través de las cuentas de Ensa Energía ( registrado en Labuan, por lo que cobra una buena comisión), y los fondos restantes se utilizan para comprar e importar alimentos que un compañero suyo Alejandro Arroyo empaqueta en cajas CLAP (LOGÍSTICA Y ALIMENTOS EL MAZO, CA) que el chavismo, a su vez, entrega a "el pueblo".

#### Bernardo Arosio
El empresario de la construcción Bernardo Arosio Hobaica que junto a su hermano, Tadeo Arosio, se mueve en el negocio de la construcción, también es propietario de Prodata Energy empresa que había obtenido el 18 de noviembre de 2022 un contrato de Pdvsa por 30 años para enviar a un distribuidor colombiano, de nombre Energy Transitions, 25 millones de pies cúbicos de gas natural diarios a través del Gasoducto Antonio Ricaurte. Su detencion puso en peligro la exportación de gas a Colombia. Bernardo venía incursionando en la compra venta de petróleo y gas. Según una investigación de Armando.info, Arosio tiene vínculos claros con Walker International, compañía registrada en Emiratos Árabes Unidos, que entre 2021 y noviembre de 2022 comercializó petróleo de PDVSA por un valor de 76 millones de dólares.

#### Fernando Bermúdez
Fernando Bermúdez Ramos empresario originario de Barquisimeto esta relacionado desde 2014 con Emmanuel Rubio González, hijo de Álvaro Pulido, mano derecha de Alex Saab cuando formó la compañía Global Foods Trading junto a Amir Nassar Tayupe, abogado en Caracas de Alex Saab. Con esta empresa explotaron la crisis entre 2015 y 2017 desatada por la falta de insumos en Venezuela, aprovechando para venderle al Gobierno, a través de Corpovex, millones de dólares en maíz, trigo, soya y arroz. Bermúdez es dueño de PetroAlianza una empresa de servicios de apoyo y asistencia de pozos de petróleo que lo relaciona con el ministro Tareck Al Aissani. Otras empresas que manejo son : FBR 26 S.A. con domicilio en Panamá; Impala Enterprises Sociedad Limitada con domicilio en Barcelona, España; FB Foods Llc registrada en Panamá con 50% compartida c José Enrique Cachutt D´Sola; Corporación FBR de Construcción C.A.; Corporación FBR de Electrónica C.A.; Corporación FBR de Alimentos C.A.; Bermúdez actualmente esta viviendo en España, se habría escapado según declaraciones del Fiscal Tarek William Saab.

#### Juan Almeida Morgado
Identificado como hacker bajo el seudónimo "N33" acusado de "operador tecnológico" fue detenido el 5 de abril durante un allanamiento practicado a su residencia ubicada en la urbanización El Orticeño, municipio Libertador (Palo Negro), estado Aragua, fue acusado por la trama “Pdvsa-Cripto”, su expediente está relacionado con operaciones paralelas a la industria petrolera para vender el crudo venezolano sin que el Estado percibiera las divisas, junto a sus hermanos Jorge Luis y Carlos Jesús Almeida Morgado. Ellos también fueron imputados ante el Tribunal 2º de Control, esas operaciones paralelas arrojaron 3 mil millones de dólares durante el último trimestre del año 2022.«Almeida pisó fuerte en el negocio de la minería digital e instaló granjas de criptomonedas en varios estados del país» Juan almeida gozaba de arresto domiciliario, el día 15 de mayo el fiscal Tarek William Saab, dijo que Almeida murió en arresto domiciliario a sus 43 años. Alegó que sufría de «cirrosis hepática».

#### Ysmel Romer Serrano Flórez
Abogado, desde su juventud, ha estado vinculado a Tareck El Aissami pues estudiaron juntos en la Universidad de Los Andes y ambos fueron fundadores de movimientos estudiantiles de izquierda y lideraron los centros de estudiantes por muchos años, llegó al Gobierno de la mano de El Aissami en la antigua Oficina Nacional de Identificación y Extranjería (Onidex) (hoy Saime), y posteriormente en el Ministerio de Interior y Justicia, donde estuvo dos años al frente de la Dirección Nacional de Prisiones en el Viceministerio de Interior y Justicia. ocupó el cargo de Secretario general de gobierno del estado Aragua. Nombrado en 2013 Director general de la superintendente del Servicio Nacional Integrado de Administración Aduanera y Tributaria (Seniat). Ocupó cargos en la CVG en el área internacional. Fue Presidente del Fondo de Protección Social de los Depósitos Bancarios (Fogade) designado el 16 de mayo de 2016.
Fue nombrado Vicepresidente ejecutivo de Pdvsa en noviembre de 2017 en el área de comercio y suministro, departamento encargado de gasolina y gasoil, durante la gestión de Tarek El Aissami como ministro de Petróleo y Vicepresidente ejecutivo de la República según gaceta 41.288 El 9 de febrero de 2018 fue nombrado Presidente de la Empresa PDV Caribe S.A. mediante resolución en gaceta N°41.339. Fue ratificado como vicepresidente ejecutivo según gaceta 41.389 en mayo de 2018. Las investigaciones preliminares señalan que Serrano era “un operador” de Antonio Pérez Suárez, Serrano investigaba el perfil de los supuestos clientes, luego pedía un 10% del valor del crudo a comprar en efectivo para ser depositados en una cuenta de Panamá.

### Lista de detenidos
- Hugbel Roa, Diputado de la Asamblea Nacional
- Coronel Antonio Pérez Suárez
- Pedro Hernández, alcalde de Las Tejerías, estado Aragua
- Edwin Rojas, exgobernador del estado Sucre
- Gustavo Carmona
- Juan Carmona

#### De la Intendencia de Minería Digital y Procesos Asociados de SUNACRIP
- Joselit Ramírez, presidente de la tesorería de Sunacrip
- Rajiv Alberto Mosqueda Fregona, Teniente de la Academia militar del ejército prom 2007, intendente de la minería digital de la tesorería de criptoactivos.[102]
- Renny Gerardo Barrientos, Sargento mayor de la Guardia Nacional, intendente de la minería digital de la tesorería de criptoactivos
- José Luis Ernesto Silva Orta, trabajador de la tesorería de criptoactivos.
- Eduardo José Bordones Hernández, teniente del ejército de la Academia militar del ejército, intendente de la minería digital.

#### De la Vicepresidencia de Comercio y Suministros de PDVSA
- José Agustín Ramos Chirinos, Tnt Coronel Gente General de la Dirección de Seguridad Integral de la faja petrolífera del Orinoco.
- Samuel Guillermo Testamarck, Coronel del ejército, Gerente General de PDV Marina.[103]
- Ysmel Romer Serrano Flórez, ocupó el cargo de vicepresidente de Comercio y Suministro de Pdvsa 2017-2018
- Yamil Alejandro Martínez Núñez, militar, funcionario de la vicepresidencia de comercio y suministro Pdvsa
- Henrys Chapellín Biundo, militar egresado de la Academia Militar del Ejército en 2012, vicepresidencia de suministros de Pdvsa
- Jesús Enrique Salazar Querales. Egresado de la Academia Militar técnica en 2017, funcionario de la vicepresidencia de comercio y suministro Pdvsa
- Odoardo José Bardons, egreso de la Academia Militar del ejército en 2015, funcionario de la vicepresidencia de comercio y suministro Pdvsa
- Marino José Lugo Aguilar, coronel de la Fuerza Armada Nacional, fue gerente de mercadeo interno y suministro nacional de Pdvsa desde el año 2020 y hasta junio de 2023.(fallecido en prisión)

#### De la Dirección Ejecutiva de Producción de la Faja Petrolífera del Orinoco[104]
- José Lima Cedeño, director ejecutivo de Pdvsa Oriente
- Jackeline Josefina Perico,  directora ejecutiva de producción de Pdvsa Oriente

#### Del circuito judicial
- Cristóbal Cornieles Perret, presidente del Circuito Judicial Penal de Caracas.[54]
- José Mascimino Márquez García, juez Cuarto de Control con competencia en delitos asociados al Terrorismo.[105]
- Yorwis Johan Bracho Gómez, juez primero de control del estado Falcón[106]
- Loreannys Marian Mejías, asistente parlamentaria de M/G Antonio José Benavides Torres
- Mario Aquino Pisano
- Fabiola Anreina Torrealba secretaria de Mascimino Márquez.[54]

#### De la CVG y Cartones de Venezuela
- Hugo Cabezas Bracamonte, presidente de la empresa estatal Cartones de Venezuela.[107]
- Pedro Maldonado Marín (Pdte. CVG desde el 6 de julio de 2018).
- Edgar Sánchez (VicePdte. Planificación).
- Felipe Contreras (VicePdte. Hierro y Acero). Fue consultor jurídico de la gob de Aragua
- Lino Gómez (VicePdte. Ejecutivo).
- Tulio Medina (VicePdte. Finanzas).
- Carlos Moreno (Gerente Tráfico y Aduanas).
- Johan Sequera Manrique (Director Despacho).
- Isaac Mouhamad Salazar (Gerente de Asuntos Legales).
- Gral. Julmer Ochoa Gerente general de Seguridad Patrimonial
- Jorge Luis Gómez Pimentel (presidente de CVG Logística) Comandante de la dirección General de Contrainteligencia Militar (Dgcim)
- Néstor Astudillo (Pdte. SIDOR desde feb de 2020). Fue gerente de Mantenimiento y laminación en frío de Sidor
- Leoner Azuaje miembro de la junta administradora de Cartones de Venezuela (falleció en prisión)[108] (+ abril 2023)[109]

#### Alcaldía de Baruta
- Harold Rafael Sosa Padilla (director de Ingeniería Municipal)
- Juan Carlos Posner Pimentel (director Adjunto de la Alcaldía).

#### Empresarios especializados en el manejo de los recursos mal habidos
- Manuel Enrique Meneses Guevara, operador financiero de Pdvsa.[110]
- Roger Ignacio Ramírez Dorante, de la Academia Militar del ejército egresado en 1999, tiene registrado 6 empresas (cuatro en Venezuela, dos en EE UU).[110]
- Rafael Guillermo Perdomo Rodríguez, propietario de tres torres en la urb Las Mercedes, en Caracas
- Roger Vicente Perdomo Rodríguez (hno de Rafael)
- Vicente Perdomo (primo)
- Kristhofer Argenis Barrios Rivas, tiene registrado 8 empresas ( 4 en Panamá 3 en Venezuela y una en EE. UU.)
- Johanna Lisseth Torres Ojeda, propietaria de seis empresas y su esposo Jesús Valmore propietario de tres (una en Panamá), contratista del Programa de Alimentación Escolar en Anzoátegui y de Mercado de Alimentos S.A. (Mercal).
- Alejandro José Arroyo Pérez, vinculado de siete empresas en Venezuela, una en Chipre y otra en Reino Unido.
- Bernardo Arosio Hobaica, asociado a 26 empresas (11 en Venezuela, 6 en Barbados, 5 en EE. UU. 3 en R. Dominicana y una en Panamá) Su empresa "Prodata Energy" había obtenido un contrato por 30 años para enviar gas a Colombia a través del gaseoducto Antonio Ricaurte.
- Fernando José Bermúdez Ramos ( prófugo afirman que se escapó antes 30/03/23)  Existen siete empresas asociadas a Bermúdez (cuatro en Venezuela y tres en Panamá).
- Leonardo Enrique Torres Naím, registra 4 empresas en Venezuela.
- Daniel Ricardo Prieto Prieto, relacionado con Hugbel Roa, propietario de cuatro empresas
- Álvaro Pulido Vargas (nombre anterior : Germán Rubio Salas)[111]
- Juan Manuel Almeida Morgado el hacker conocido bajo el seudónimo "N33" (fallecido en prisión domiciliaria)[112]
- Jorge Luis Almeida Morgado
- Carlos Jesús Almeida Morgado
- Pedro Alejandro Herrera Araque (cuñado del ex diputado Hugbel Roa) presidente de la droguería Industria Médica de Occidente y Farmacia El Alba.
- Salem Hassoun Atrach posee al menos cinco empresas (dos en Venezuela y tres en Panamá). Ha suscrito más de 100 contratos con Petróleos de Venezuela.
- Jesús Méndez alias "el gordo" (n.23/11/1964) amigo de Tareck y Rugbel, detenido en mayo.[113][28][29]
- Juan Manuel Alfonso López, propietario de 11 empresas (9 en Venezuela) dedicados a la distribución de alimentos, desde 2020 de gas y cemento
- Manuel Ramón Alfonso López
- Alejandro Alfredo Londoño Guerrero: está detenido y ha estado vinculado con cuatro empresas en Venezuela, creadas entre 2005 y 2011. Una de sus empresas, Asociación Cooperativa La Unión es la Fuerza R.L., contrató en 2020 con Gas Comunal, Corporación Socialista de Cemento y Petróleos de Venezuela.
- José Luis Ferrándiz Laya, no habido, con tres empresas, (dos en Venezuela y una en Panamá creada en 2018). Una de sus compañías, Servicios Integrales de Distribución, C.A. suscribió en 2016, un contrato con la Gobernación del estado Mérida para distribuir alimentos para eventos.[110]
- Ximena Cagide Parada, no habida.[110]
- Rafael Hernández Quintero, detenido en mayo, otro supuesto socio de Altum quien está siendo investigado por sus conexiones con Joselit Ramírez.[114]
- Juan Fernando Serrano Ponce, venezolano sancionado por lavado de dinero, socio principal de Treseus International en Italia, negociaron acuerdos por valor de millones de dólares entre PDVSA y NDA GmbH.[115]
- Juan Carlos Soto, venezolano sancionado por lavado de dinero, socio de Juan Fernando Serrano Ponce

#### Las muñecas del petróleo
La frase "las muñecas del petróleo" fue expresada por primera vez por el fiscal Tarek Willian Saab, es un grupo de mujeres que al parecer hacían parte de una red de prostitución y lavado de dinero en la que también participaban funcionarios de Pdvsa. Las mujeres más buscadas por la justicia no solo se gastaron un dineral en las múltiples cirugías plásticas. Lecherias cuenta con más de diez médicos cirujanos plásticos.
- Johana Lisseth Torres Ojeda, es la esposa del abogado Valmore Guevara, vinculado con grupos empresariales de Anzoátegui que fue detenido en marzo de 2021 por la DGCIM en Lechería. Valmore era señalado por lavado de dinero, Johana llamada “Reina de las Frutas”  que se convirtió en la proveedora de la red gubernamental de alimentos a bajo costo Mercal y del Programa de Alimentación Escolar (PAE), que vendía a sobreprecio, tenía un apartamento en Dubai. A ella y a su esposo se les imputaba legitimación de capitales, asociación para delinquir, ocultamiento de armas de guerra, empleo de testaferro y vinculación con sociedades ficticias.[118]
- Railin Elizabeth Yépez, conocida como Ely Jeims, abogada, se graduó en la Universidad Nororiental Privada Gran Mariscal de Ayacucho, en Anzoátegui; obtuvo un Mara de Oro Internacional, habría huido a Estados Unidos luego de ser solicitada por las autoridades venezolanas por estar presuntamente involucrada en una red de prostitución y corrupción con el exdiputado Hugbel Roa en Pdvsa.[52]
- Olvany Marián Gaspari Bracho, una joven de Portuguesa y que se le vincula también sentimentalmente con Roa,  se entregó a las autoridades el viernes 31 de marzo.[51]
- Karelis Carolina Fernández, modelo que fue incluida en el caso en noviembre de 2024 luego de la detención de de Pedro Tellechea a quien le fue presentado por intermedio del diseñador Prince Julio César.[119]

##### Solicitadas
- Yuravic Ravello Machado, joven solicitada y sin detener, se sabe que nació en Cumaná y es residente de Lechería, en el estado Anzoátegui. Es modelo y animadora, fue Chica Líder 2013
- Ximena Cagide Parada, de 36 años, es del estado Miranda. De profesión contadora pública de la Universidad Católica Andrés Bello. En su perfil de LinkedIn destacó que desde 2019 es gerente de operaciones de Inversiones Perla Bella, conocido como Ikin Hotel y Spa, en la isla de Margarita.
- Edymar Martínez, Miss Internacional 2015
- Karla Paredes
- Claudia Suárez miss en el año 2006, Miss Venezuela Mundo en el año 2007 y Miss Venezuela Atlántico Internacional para el año 2008
- Michelle Bertolini quien fue Miss Venezuela Internacional 2013
- Oriana Lucchese quien fue Miss Miranda 2012

### Lista de solicitados
- Francisco Convit Guruceaga[120]
- Alejandro Betancourt López accionista del 40% de la empresa GazMin International Group establecida en 2019 con sede en los Emiratos Árabes Unidos y Kuwait, algunos de sus socios son ciudadanos venezolanos, luego de que en septiembre de 2022 las empresas rusas como Rosneft y Lukoil se retiraron de Venezuela cuando EE. UU. y Europa comenzó a imponer sanciones a Rusia y este comenzó a vender a China. GazMin se desarrollaba en la región del Zulia[121][122]

## Personas extranjeras involucradas
- David Syed, es un abogado irlandés, representante de la filial europea del bufete estadounidense "Dentons Europe" con sede en Praga (República Checa), fue incluido por muchos documentos encontrados relacionado con el exministro de Petróleo de Venezuela, Tareck El Aissami y con Antonio Pérez Suárez, vicepresidente de Comercio y Suministro, cobró más de 20 millones de dólares a la estatal petrolera en “asesorías legales” durante los últimos años. durante 2022 cobró 2.9 millones de euros.[123] En febrero de 2023 fue identificado por Iván Simonovis, comisario de la extinta Policía Metropolitana de Caracas, quién reportó que sus datos “evidencian los viajes entre 2018 y 2019, la empresa para la que trabaja Syed recibió honorarios de 13,8 millones de euros”[124]
- Blanca Arroyo, diseñadora colombiana, quién apareció en un video con Jhoana Torres el 21 de febrero de 2023 en Dubai, pidió no ser relacionada con hechos ilícitos.[125]
- Alessandro Bazzoni natural de Italia , operador principal y accionista de la empresa United Petróleo Corp en sociedad con Antonio Pérez Suárez tienen una deuda con Pdvsa de unos 400 millones de dólares. Está Sancionado por la OFAC desde enero de 2021.[126]
- Mario Iliopoulus armador de origen griego, es operador varios años con la empresa rusa Gazprombank y la empresa mixta Petrozamora y mantenía una sociedad con el venezolano Alejandro Betancourt López quienes venían trabajando desde 2013. Iliopoulus en 2011 fue involucrado en un falso secuestro por piratas somalies en el Golfo de Adén de un buque tanquero de su propiedad como parte de un fraude al seguro.
- Erick Robeta natural de Italia detenido en Grecia en septiembre de 2023, formó parte de los armadores ilícitos de embarcaciones petroleras, quienes realizan compras a la empresa North Star Maritime Holding LTD (NSMHL), de identificaciones y dispositivos transpondedor (AIS), de buques inutilizados que se encuentran en deshuesaderos de la India y Pakistán,  para suplantarlas en otros buques que cargan petróleo en puertos venezolanos, y luego del zarpe cambian su identificación y apagan el transpondedor para apoderarse de la carga. Robeta habría participado en 163 traslados de petróleo venezolano a China.[127]
- Jesús Alfredo Vergara Betancourt venezolano de origen colombiano, ing electrónico e informático capturado en España en junio de 2023 a la espera de su extradición con antecedentes desde el 2012.Ha sido vinculado en negocios corruptos con la Corporación Venezolana de Guayana,[128][80][129]
- Artem Uss es un empresario pirata y espía ruso hijo del gobernador de la región de Krasnoyarsk fue detenido el 17 de octubre del 2022 en el aeropuerto de Milán denunciado por Estados Unidos por violar las sanciones al petróleo venezolano, vender en aguas internacionales el crudo, lavar el dinero producto de su venta, para luego comprar circuitos electrónicos estratégicos de tecnología militar norteamericana destinados a aviones, radares y misiles y contrabandearlos a Rusia para construir proyectiles que son lanzados sobre Ucrania;[130] huyó de su arresto domiciliaria camino a Rusia el 20 de marzo de 2023, estaba siendo solicitada su extradición a Estados Unidos mientras en Venezuela se incrementaba los arrestos del caso Pdvsa-Cripto.[131][115] El 14 de junio fue detenido por la policía italiana un empresario ruso sospechos de organizar la huida de Artem Uss.[132]
- Yury Orekhov, ruso sancionado por lavado de dinero, gerente general de Nord-Deutsche Industrieanlagenbau GmbH (NDA GmbH)[115]
- Svetlana Kuzurgasheva ruso sancionado por lavado de dinero, director ejecutivo de planiación, trabajaba para una de las empresas ficticias NDA GmbH
- Lana Neumann,[115]
- Timofey Telegin[115]
- Sergey Tulyakov.

## Empresas sancionadas
- Nord-Deutsche Industrieanlagenbau GmbH (NDA GmbH), una empresa comercial privada de equipos industriales y materias primas con sede en Hamburgo, Alemania propiedad de Artem Uss y Yury Orekhov que usaban para contrabandear cientos de millones de barriles de petróleo de Venezuela a compradores rusos y chinos.[115]
- Opus Energy Trading, empresa fachada, propiedad de Artem Uss y Yury Orekhov.[115]
- Radioavtomatika, Radioexport y Abtronics empresas rusas, controladas por Timofey Telegin y Sergey Tulyakov, prestaban servicios al sector de defensa ruso

## Empresas implicadas
Son casi un centenar de compañías fantasmales encargadas de hacer la labor de comercialización y distribución del petróleo venezolano en lugar de Pdvsa, inhabilitada en la práctica que uso como una manera de esquivar las sanciones este tipo de empresas. Lo malo de este sistemaque quienes debían administrar y controlar tales negocios fueron corrompidos.
- Walker International

Es una empresa registrada en los Emiratos Árabes Unidos con una deuda de 34.76 millones de dólares a Pdvsa, había negociado hasta 76 millones de dólares entre 2019 y 2022
- M and Y Trading Co

Con un registro en la ciudad de Hong Kong en el 2 de noviembre de 2020, figura como la empresa con la deuda más grande en Pdvsa, 1.208 millones de dólares
- United Petróleo Corp

Fue registrada en febrero de 2021 en Panamá y debe a Pdvsa más de 468 millones de dólares. Se ha determinado que sus accionistas son Alessandro Bazzoni en sociedad con Antonio Pérez Suárez.
- Treseus International

La compañía es dirigida por Juan Fernando Serrano, un español que fue acusado por un tribunal federal de Manhattan por los cargos de lavado de dinero y por conspirar para contrabandear petróleo en nombre de rusos adinerados.
- Montmagastre Ventures Ltd

Propiedad de los hermanos de Majed y Khaled Khalil Majzoub, registrada inicialmente en Belice, un paraíso fiscal de Centroamérica, y con una subsidiaria en Serbia, adeuda a la estatal poco más de 310.49 millones de dólares por crudo transportado en el año 2021
- Supraquimic Limited

Registrada en Irlanda, homónima de Supraquimic C.A en Caracas, su operarador José Alfredo Llamozas y que en diciembre de 2020 selló un contrato con Pdvsa para el intercambio de alimentos por crudo por 260 millones de dólares. Realizó nueve embarques valorados en poco más de 221.36 millones de dólares que aun adeuda.
- Grupo Iveex Insaat

Registrada en Estambul, Turquía, en octubre de 2018, del empresario venezolano Miguel Josué Silva Pérez. Adeuda a PDVSA un monto de poco más de 120 millones de euros. Fue demandada en el TSJ en julio de 2019.
- Baidoa Trading, Mahindra Company o SG Tech Logistic Company

Son tres compañías relacionados con Walid El Hage joven empresario colombiano de origen libanés, adeuda un total a Pdvsa alrededor de 120 millones de dólares. Solo Baidoa Trading adeuda 48.91 millones de dólares a Pdvsa.
- Maroil Trading AG

Registrada en Ginebra, propiedad del venezolano Wilmer Ruperti, responsable de la mayoría de exportaciones de coque de petróleo, adeuda a Pdvsa 423.7 millones de dólares, Maroil prometió invertir 138 millones en la reparación de la infraestructura.

## Proceso judicial
El 25 de julio la Fiscalía pidió enjuiciar a 22 de los 61 detenidos por corrupción en Caso PDVSA-Cripto. La Fiscalía identificó al coronel José Antonio Pérez Suárez, vicepresidente de Comercio y Suministro de Calidad de Pdvsa como jefe de la red, también se señaló a Joselit Ramírez (exjefe de la Sunacrip), José Agustín Ramos Chirinos (expresidente de Pdvsa-Puertos), Odoardo José Bordones y Jesús Enrique Salazar Querales, funcionarios adscritos a la vicepresidencia de Comercio y Suministro. Pérez Suárez mandó a construir una oficina “de forma irregular en Pdvsa-La Campiña”. La oficina fue denominada Unidad de Trabajo Especial, desde donde despachaban los militares Yamil Alejandro Martínez Núñez y Heinrich Chapellín Biundo «manejando información clasificada de Pdvsa sin ser personal adscrito a la nómina, además de Rajiv Mosqueda y Renny Barrientos, ambos adscritos a la Sunacrip,  manejando además altas sumas de dinero en efectivo y era el espacio donde eran desarrolladas las reuniones con este grupo de operadores financieros; al igual que el exdiputado Hugbel Roa, quien actuaba como intermediario entre los empresarios y Pérez Suárez. Los funcionarios no reportaban a las cuentas de Pdvsa los pagos por concepto de las asignaciones de estaciones de servicio y de las cargas de crudo. Por el contrario, “las empresas administradoras conciliaban directamente en las direcciones a cargo de estos imputados, a través de depósitos bancarios, plataforma Patria (subsidiadas e integrales) y efectivo. De igual manera este ciudadano (Pérez Suárez) autorizaba la emisión de pagos a contratistas sin efectuar el debido registro en el Sistema SAP, permitiendo así que terceros se apropiaran de recursos del Estado venezolano”.
De los empresarios se pidió enjuiciar a Manuel Meneces, Roger Ramírez, Juan Manuel Alfonso López; los hermanos Rafael y Roger Perdomo, además de su primo Vicente Perdomo; Daniel Prieto; Kristhonfer Vivas; Johana Torres; Alejandro Arroyo, expresidente del equipo Mineros de Guayana; el empresario del ramo construcción Bernardo Arosio; Ximena Parada; Fernando Bermúdez, socio y directivo de Global Foods Trading; Eduardo Noriega; José Luis Fernandiz Laya; Railín Elizabeth Yépez Jaimes; Rodolfo Moleiro; Alejandro Londoño; Olvany Gaspari, esposa del exdiputado Hugbel Roa; Leonardo Enrique Torres y Yuravic del Valle Ravelo.
Según parte de las concluciones de la investigación ese desfalco suma $5.550.544.290,74, de acuerdo a los datos vertidos por Fiscalía en el documento interpuesto ante el Tribunal Especial 2º de Control de Caracas con competencia en Corrupción y Delitos Asociados para solicitar el juicio contra los 22 detenidos. El dinero de las ventas de ese petróleo asignado no ingresó a la República sino que se desvió a través de criptoactivos y negocios ejecutados por 74 sociedades mercantiles.
En resumen al 31 de julio se observa que el pasado 11 de julio de 2023, el fiscal Tarek William Saab admitió que 20 personas estaban prófugas de la justicia, sin detallar de quiénes se trataba o a qué red estaban vinculadas. La Fiscalía contabiliza 61 detenidos en total, de los cuales 43 tienen que ver con el esquema de corrupción que afectó a Pdvsa. No obstante, aun se desconoce qué ocurre con las 39 personas restantes que habían sido detenidas. Ante la desinformación por parte del Ministerio Público y tomando en cuenta que la etapa de investigación que dura 45 días continuos ya se cumplió. ha transcurrido seis meses agosto y septiembre y poco se sabe,  se acusa, de acuerdo con el expediente del Ministerio Público, a los funcionarios (Sosa y Posner) de recibir sobornos por unos 500.000 dólares (a través de 15 pagos) a cambio de otorgar permisos de construcción a la empresa HP. Desde el 12 de septiembre circularon rumores sobre el supuesto fallecimiento del exministro del Petróleo Tarek El Aissami en Fuerte Tiuna, otros dicen que goza de buena salud, Antes de los rumores sobre su estado de salud, algunos medios internacionales informaron que existe un audio atribuido a El Aissami en el que se dirige al gobernante Nicolás Maduro para «negociar» su situación.

## Detenciones en 2024

### Captura del ministro de Pdvsa

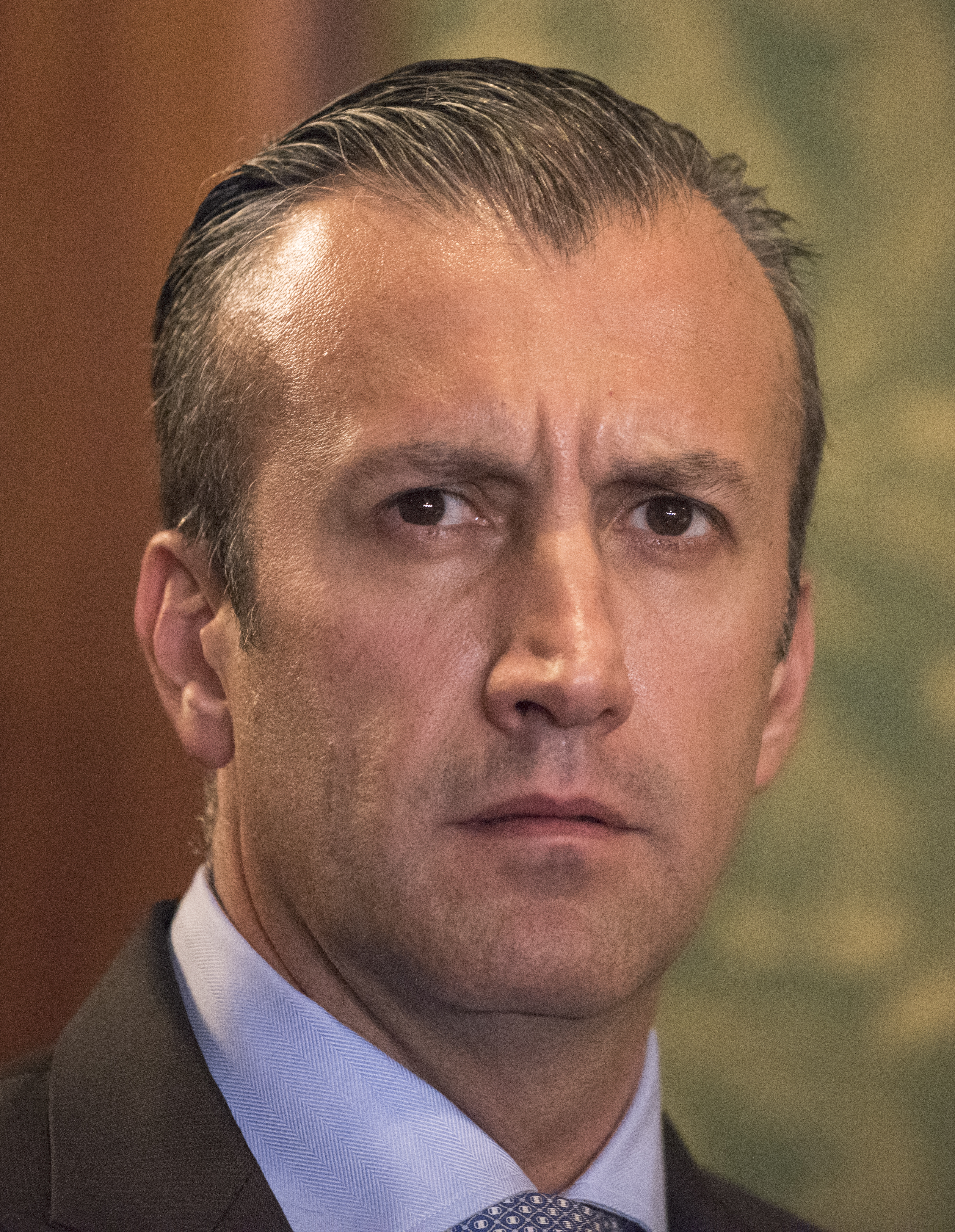
Exministro de Petróleo Tareck El Aissami detenido en 2024.

Después de un año en abril de 2024 es detenido Tareck El Aissami, exministro de Petróleo de Venezuela, por orden del fiscal general de Venezuela Tarek William Saab acusado de ser el jefe de la red de la trama de corrupción por su supuesta participación en el caso PDVSA-Cripto, quien era protegido por el régimen. Así como también fue detenido el exministro de Economía y Finanzas Simón Zerpa y el empresario Samark López, todos fueron presentados ante el Tribunal Segundo de Control contra el Terrorismo a quienes se les imputaron los delitos de “traición a la patria, apropiación o distracción del patrimonio público, alardeamiento o valimiento, legitimación de capitales y asociación para delinquir”.

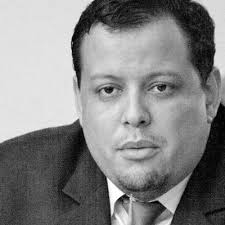
Exministro de Economía y Finanzas Simón Zerpa detenido en 2024

### La Torre Blue de Mérida
Son detenidos en Mérida por la DGCIM los hermanos Massimiliano y Walter Ranieri Covorso, socios delictivos de Tareck El Aissami en el Caso PDVSA-Cripto, minas de oro, criptomonedas, CVG, quienes habrían llegado de Europa a la ciudad de Mérida en su residencia en la urb Los Pinos confiados en que todo había pasado.
Los Ranieri data una vieja amistad con El Aissami desde cuando fue expulsado de la Escuela naval de Venezuela, vecinos de la urb Belenzate en la ciudad de Mérida, los une grandes negocios e inversiones, mientras Massimiliano y Walter Ranieri trabajaban en el restaurante La Campana de su padre Sergio Rainieri, ubicada también en Mérida, donde se reunían Tareck con altos dirigentes de la política estudiantil de la FCU-ULA que lo enrumbarian a la presidencia del FCU. Cuando El Aissami llegó al poder los Ranieri crecieron rápidamente con el apoyo de Feraz El Aissami logrando apropiarse de terrenos públicos para construir obras privadas. Una de esas obras fue "La Torre Blue", el "parque Telemático" y el centro comercial "Las Américas"
Días después que se destapó el caso de Pdvsa-Cripto en marzo de 2023, los hermanos Ranieri desaparecieron y se fueron a vivir en Europa donde estuvieron por un año, dejando los negocios, las autoridades internacionales venían investigando los últimos cuatro años, que venían del negocio del restaurante La campana pasaron a empresas para realizar edificaciones de obras públicas, e incursionar en hoteles y discotecas, comercializacion de materiales de la Corporación Venezolana de Guayana y ventas en el sector de energía. Su padre Sergio Ranieri constituyó una empresa en Italia "Consorcio Recuperi Energetic Oil S.P.A." dedicada a la exportación e importación de hidrocarburos y al transporte marítimo y terrestre aprovechando la estrecha relación con Tareck El Aissami.

### Otras declaraciones
El 7 de mayo de 2024, el fiscal William Saab declaró que el oficialista detenido Samark López había implicado a varios periodistas en la trama de corrupción PDVSA-Cripto, incluyendo a los periodistas Sebastiana Barráez, Roberto Deniz y Norbey Marín. Deniz y otros medios de comunicación señalaron la incongruencia de las acusaciones, debido que Armando.info publicó desde 2017 investigaciones sobre las tramas de corrupción en la que ha estado involucrado Samark López, al igual que su relación con Tareck el Aissami.
El 19 de diciembre Tribunal ordena pasar al Estado, bienes de hermanos Perdomo incursos en la trama de corrupción Pdvsa-Cripto. Entre los bienes que pasan al Estado figuran la Torre Sena, edificio Camponorte, apartamento del Country Club, PH Valle Arriba, terreno calle Madrid Las Mercedes, Torre Europa, oficina en el Centro Empresarial Galipán, oficina en Torre La Castellana, Torre Guayana, oficinas en Torre BNC, Torre SMA y Torre Empresarial JL.

## Muertes bajo custodia policial
- El 21 de abril de 2023, apenas 6 días después de su detención, murió el presidente de Cartoven, Leoner Azuaje, oficialmente se informo de un suicidio, aunque dicha versión fue cuestionada.[148]
- El 16 de mayo de 2023 Juan Almeida Morgado fallece en su residencia luego de que un tribunal le otorgara arresto domiciliario por padecer una enfermedad terminal a los 43 años.[149]
- El 17 de abril de 2024 el coronel Marino Lugo fallece unas horas después de ser interrogado por la Dirección de Contrainteligencia Militar (DGCIM), dentro de un centro de reclución. Fue detenido el 16 de abril, Lugo Aguilar dirigió el proceso de dolarización de la gasolina en las estaciones de servicio de Venezuela.[150][151] La fiscalía informó la dudosa confesión de Lugo durante su detención y no ante tribunales durante un juicio, donde Lugo Aguilar señaló a Joselit Ramírez entonces jefe de la Sunacrip, a quien le entregó $300 millones de dólares, producto de la venta nacional de gasolina dolarizada entre junio 2020 y marzo 2023 de 200 estaciones de servicio, desde donde convertían las divisas en monedas digitales, sin que esos dividendos ingresaran a la República, de acuerdo a lo investigado.[152]

## Ley antibloqueo
Buena parte de los acuerdos comerciales para la exportación, incluidas las transacciones con criptomonedas y los contratos de producción o acuerdos de servicio de producción, se suscribieron teniendo como sustento jurídico la Ley Constitucional Antibloqueo para el Desarrollo Nacional, aprobada a finales de 2020 por la desaparecida Asamblea Nacional Constituyente. Después de la salida del Ministerio de Petróleo Manuel Quevedo, pasó a dirigir en abril de 2020 Tareck El Aissami, junto a Asdrúbal Chávez, quienes fueron partícipes de la elaboración de la ley, la producción pasó de un mínimo de 393.000 barriles diarios en junio a un nivel por encima de 700.000 barriles en septiembre de ese año. Para ese momento también se aprobó el aumento del precio de la gasolina el 30 de mayo de 2020 dentro del territorio venezolano a partir de la importación de petróleo desde Irán.
La ley antibloqueo permite a las máximas autoridades de los órganos y entes públicos, sin otro fundamento más que razones de interés y conveniencia nacional, otorgar el carácter de reservado, confidencial o de divulgación limitada a cualquier documento, información, hecho o circunstancia con el fin de contrarrestar los efectos de las sanciones internacionales. Esa ley también autoriza al Ejecutivo Nacional para inaplicar las normas vigentes en el ordenamiento jurídico, sin necesidad de un control previo por parte de otro poder público y establece expresamente que son de carácter secreto y reservado las medidas implementadas que supongan la inaplicación de una norma. Diversos representantes del gobierno han asegurado que no se da información para resguardar la seguridad de quienes participan en los negocios.

## Apoyo y Críticas
Estados Unidos, En representación de Joe Biden, John Kirby, uno de los portavoces de la Casa Blanca, dijo: “Apoyamos los esfuerzos para acabar con la corrupción, incluidos los de Venezuela, y vamos a seguir atentos a la situación mientras continúa en desarrollo”
Julio Borges dijo "no son las sanciones las culpables del descalabro que atraviesa Venezuela, sino precisamente la corrupción, Es imposible que Maduro, siendo tan cercano a Tarek El Aissami, habiéndolo designado ministro de petróleo, habiéndole otorgado todo ese poder dentro de Pdvsa y teniendo tanta influencia en las decisiones de la empresa, pretenda evadir su responsabilidad en esta trama corrupta"
Plataforma Unitaria expreso un mensaje a través de Twiter: “Desde la Plataforma Unitaria, junto a la inmensa mayoría de los venezolanos, repudiamos este nuevo desfalco que Nicolás Maduro, junto a los suyos, han hecho a los recursos que pertenecen a los venezolanos”
Rafael Ramirez Carreño el exministro de petróleo en entrevista con El Nacional afirmó que la existencia de la Ley Antibloqueo revela que la alta cúpula del madurismo sabía de las irregularidades en las ventas de petróleo : "Lo primero que hay que decir de la operación anticorrupción en Petróleos de Venezuela (Pdvsa) es que no es ninguna cruzada contra la corrupción ni nada de eso, sino que es una pelea interna del madurismo. Lo que pasa es que otros grupos de poder presionaron a Maduro para darle un parado al grupo de Tareck El Aissami" En ese sentido, indicó: "El grupo de Tarek el Aissami es muy poderoso, él es la mano derecha de Maduro, pero tomó tanto poder -con los jueces, con los policías, con los militares, después como vicepresidente económico y la guinda de la torta fue el Ministerio del Petróleo" agregó que a El Aissami «no le ha pasado nada ni le va a pasar nada».
Andrés Izarra ex Ministro de Información y exministro de turismo, desde el exilio considera que el “poder” e “influencia” del jerarca es tal que pareciera más bien que lo que sucede a lo interno del chavismo es un “reacomodo de las fuerzas que componen el madurismo”, “Claramente el grupo de El Aissami ha sido desplazado, toda su red, toda su gente. Los grupos de los hermanos Rodríguez y Diosdado Cabello parecen haber hecho alianzas y con el aval de Maduro para desplazar este grupo como parte de la pugna interna que se vive en el madurismo” y agregó : “Él (El Aissami) se dedicó a construir una red de poder que lo hiciera tan poderoso que no le hiciera falta ser presidente”, dice Izarra.  A la vez que resalta cómo se extendieron esas relaciones con Turquía, con Hezbolá, Rusia y Siria.
Alfredo Ramos ex diputado y ex alcade del estado Lara dirigente del partido la causa R en rueda de prensa expresó "El jefe de las mafias en Venezuela es Nicolás Maduro, es quien asaltó y usurpa el poder. Maduro utiliza su gente y cuando no le sirve lo pone preso. No tiene autoridad moral ni siquiera para aparentar una lucha contra la corrupción"
Antonio Ecarri Angola, presidente nacional de Alianza del Lápiz  y candidato a la presidencia de la república, exigió al gobierno y a la Fiscalía que se cree un fondo para depositar lo recuperado del caso de corrupción en PDVSA y hacer público los montos del desfalco.
Felipe Mujica secretario del Movimiento al socialismo (MAS)  explicó que los hechos denunciados por corrupción “tome un camino institucional y los acusados por corrupción deben ser interpelados por la Asamblea Nacional”
Partido Comunista de Venezuela: El secretario general de la organización, Óscar Figuera, en rueda de prensa exigió de que se investigue a Nicolás Maduro por el entramado de corrupción en la industria petrolera venezolana, “Insistimos en que también debe investigarse a Nicolás Maduro”, afirmó el secretario general. Argumentó que Maduro, además de ser el responsable de la Hacienda Pública, también creó en 2017 la "Comisión Presidencial Alí Rodríguez Araque" para la supuesta recuperación de la industria petrolera.Figuera expreso:
“Si la lucha contra la corrupción es cierta y no otro show propagandístico del gobierno, las instancias del Poder Público con competencia deben abrir una investigación sobre la responsabilidad del presidente en estos escándalos de corrupción en Pdvsa”.
Subrayó que la Ley Antibloqueo, aprobada por la «ilegal» Constituyente de 2017, ha sido usada para evadir controles por parte de «mafias corruptas» con protección, aseguró, de la cúpula gubernamental. Es inaceptable que designe ministros, viceministros, presidentes e integrantes de comisiones presidenciales para solventar la crisis en Pdvsa, y que luego cuando estallan escándalos de corrupción pretenda siempre lavarse las manos», señala el comunicado.